# 10886 Mitsuroohba
10886 Mitsuroohba è un asteroide della fascia principale. Scoperto nel 1996, presenta un'orbita caratterizzata da un semiasse maggiore pari a 3,1771371 UA e da un'eccentricità di 0,0222480, inclinata di 6,64509° rispetto all'eclittica.